# 拉季斯涅 (波隆涅區)
49°59′59″N 27°29′21″E / 49.99972°N 27.48917°E
拉季斯涅（烏克蘭語：Радісне），是烏克蘭西部的村莊，隸屬赫梅利尼茨基州的舍佩蒂夫卡區。該村始建於1987年，面積0.48平方公里，2001年人口224，人口密度每平方公里469.6人。